# Amathusia baweanica
Amathusia baweanica är en fjärilsart som beskrevs av Hans Fruhstorfer 1905. Amathusia baweanica ingår i släktet Amathusia och familjen praktfjärilar. Inga underarter finns listade i Catalogue of Life.